# Ден на национален траур
Ден (или дни) на национален траур се обявява(т) от правителството (или местен орган) при смърт на действащ или бивш държавен глава, духовен водач на държавата и/или забележителна личност (актьор, певец, интелектуалец, спортист) и/или събитие, довело до многобройни човешки жертви (авиокатастрофа, терористичен акт, военни действия) в памет за жертви от такива събития. Може да се обявява и в знак на солидарност с държава близнак или съюзна държава. За пръв път практиката е въведена в Португалия през 1649 г. за почитане на паметта на членове на кралската династия.
Според обхвата ден на траур се обявява за държава (наричан национален), регион, селище.

## Мероприятия
В деня/дните на траур се провеждат траурни мероприятия. В зависимост от законодателството и местните традиции в съответната държава или регион може да се внесат изменения в телевизионните и радиопрограмите (отмяна на забавни предавания, забрана на реклама и др.), да се спуснат наполовина държавните флагове на сградите и съоръженията на органите на държавната власт, на органите на местното самоуправление, на държавните предприятия, учреждения и организации по цялата територия на държавата и дипломатическите учреждения зад граница, както и да се отменят развлекателни мероприятия и спортни състезания.
При смърт на държавен глава се спазват задължително изискванията на държавния церемониал и протокол при провеждане на траурните мероприятия.

## България
В съвременната българска история национален траур се обявява от Министерския съвет на България по повод на големи човешки трагедии в памет на жертвите от тези трагедии. Местен траур (обикновено ограничен до определена община) се обявява от съответен орган на местно самоуправление.
Ден на национален траур се обявява с решение на Министерския съвет, като в него може да се посочат и финансови ангажименти към жертвите и пострадалите.
При обявен Ден на национален траур националният флаг се спуска наполовина  националният флаг на България на носещото тяло (мачта, пилон и др.) на сградите на всички държавни институции.  Провеждането на предварително организирани официални и светски събития, с изключение на тези от личен характер, следва да бъде съобразено с националния траур, отложено или отменено. Когато отмяната на тържествено събитие е невъзможна, то следва да започне с минута мълчание или слово в памет на жертвите.
При обявен Ден на национален траур националният флаг се спуска наполовина на носещото тяло (мачта, пилон и др.) на сградите на всички държавни институции. Върху националния флаг НЕ се поставя черна лента.
Националните медии променят програмите си в съответствие с изискванията за национален траур - отмяна на увеселителни и неподходящи за случая предавания, и съдействат за осведомяване на населението. Допустимо е на екрана или върху печатните издания да се появи стилизирана траурна лента.
В българските дипломатически представителства зад граница се отварят съболезнователни книги.

## Русия
Национален траур в Русия се обявява от президента на страната при едновременна гибел на 60 и повече души, а в субектите на Руската федерация – от главата на региона при смърт на 10 и повече човека.